# Klasa C GPCR
Klasa C G protein spregnutih receptora (IPR000337) su klasa receptora koja obuhvata metabotropne glutamatne receptore (IPR000162) i nekoliko drugih receptora.
Familija C GPCR receptora ima veliki ekstracelularni N-terminus koji vezuje ortosterni (endogeni) ligand. Oblik ovog domena se često poredi sa školjkom. Više alosternih liganda tih receptora je nađeno i oni se vezuju unutar transmembranskog regiona.

## Potfamilije

### Kalcijum-detektujući receptori
- Ekstracelularni kalcijum-detektujući receptori IPR000068
  - Kalcijum-detektujući receptor
  - GPRC6A

### GABABreceptori
- GABAB receptor (gama-aminobuterna kiselina) IPR002455
  - GABAB receptor 1
  - GABAB receptor 2
  - GPR156

### Metabotropni glutamatni receptori
- Metabotropni glutamatni receptori (mGluR) IPR000162
  - 1
  - 2
  - 3
  - 4
  - 5
  - 6
  - 7
  - 8

### RAIG
- Retinoinskom kiselinom-inducibilni orfan G protein spregnuti receptori (RAIG)
  - RAIG1
  - RAIG2
  - RAIG3
  - RAIG4

### Receptori ukusa
- Receptori ukusa
  - Receptor ukusa, tip 1, član 1
  - Receptor ukusa, tip 1, član 2
  - Receptor ukusa, tip 1, član 3

### Orfan
- Klasa C orfan receptori
  - GPR158
  - GPR179

### Drugi
- protein IPR002956
- Vomeronazalni receptor, tip 2 IPR004073

## Literatura
1. ↑  Bräuner-Osborne H, Wellendorph P, Jensen AA (2007). „Structure, pharmacology and therapeutic prospects of family C G-protein coupled receptors”. Curr Drug Targets. 8 (1): 169—84. PMID 17266540. doi:10.2174/138945007779315614.